# رفقای عزیز
رفقای عزیز (روسی: Дорогие товарищи) یک فیلم درام تاریخی به کارگردانی آندری کونچالوفسکی است. این فیلم برای اولین بار در هفتاد و هفتمین دوره جشنواره بین‌المللی فیلم ونیز اکران شد و توانست جایزه ویژه هیئت داوران را از آن خود کند.

## داستان
داستان واقعی کارگرانی که در سال ۱۹۶۲ در شهری در شوروی سابق، به دلیل اعتصاب با گلوله‌های ارتش کشته شدند.